# Alta Sociedade (peça teatral)
Alta Sociedade é uma comédia teatral em dois atos escrita por Miguel M. Abrahão em 1978 e publicada, pela primeira vez, em 1982 no Brasil.

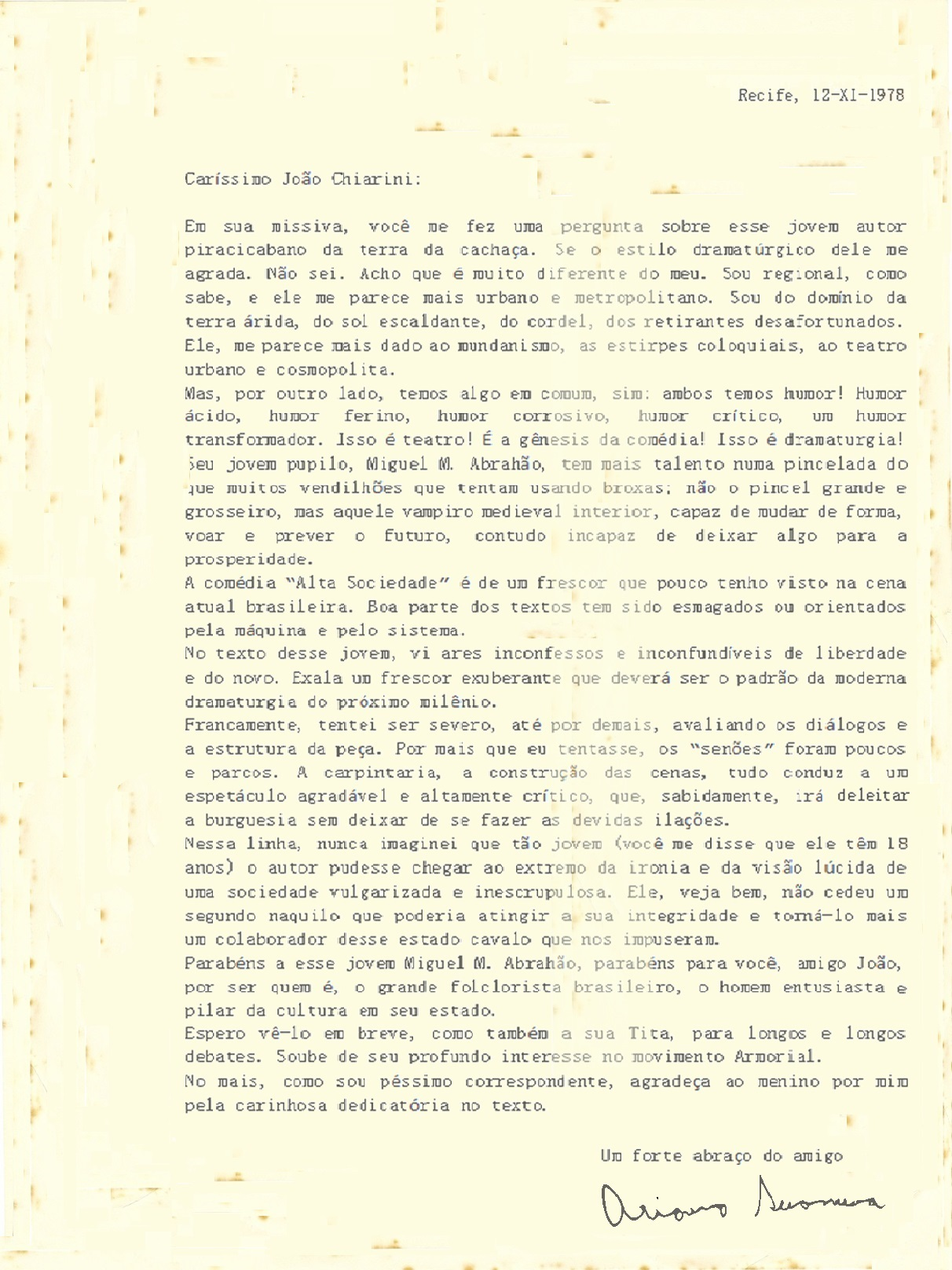
Considerações de Ariano Suassuna sobre a peça Alta Sociedade

## Sinopse
Rica viúva, Jandira Prates Gouveia de Morais, de 87 anos, mantém um relacionamento amoroso com o bom vivant Lulu, de 22 anos, por quem sacrifica seu patrimônio em mimos e caprichos para com ele.  A filha Jussara Lílian e a neta Lílian Jussara se opõe ferozmente a essa relação, claramente comercial por parte do rapaz, e acabam internadas em um manicômio por determinação da velha senhora. Anos depois, já assessoradas por advogados e amparadas por laudo médico, ambas retornam a mansão a fim de exigirem seus direitos e, desta vez, dispostas, elas mesmas, a interditarem Jandira. O problema é que o tratamento realizado na clínica em duas pacientes, antes sadias, deixou em Lílian Jussara e Jussara Lílian seqüelas, especificamente transtorno de personalidade. A chegada delas à mansão Prates de Morais provocará reviravoltas radicais que envolverão o mordomo Alfred, o estilista Rangel e os advogados inimigos, irmãos trigêmeos idênticos, numa trama hilariante e final surpreendente.   
A atriz Yolanda Cardoso foi responsável por dar vida à personagem Jandira Prates Gouveia de Morais na estreia da peça em 1978.

## Ligações Externas
- O PENSADOR
- ENCICLOPÉDIA DO TEATRO